# Hillgroven
Hillgroven ist eine Gemeinde im Nordwesten des Kreises Dithmarschen in Schleswig-Holstein.

## Geografie

### Lage
Hillgroven ist eine Streusiedlung und liegt – umgeben von so genannten Schlafdeichen – an der Nordseeküste nahe der Eidermündung und dem Eidersperrwerk in der Dithmarscher Marsch.
Nach einer Überflutung von 1825 entstanden am Deich zwei Wehlen: Solten Wehl und de Brök.

### Nachbargemeinden
Nachbargemeinden sind die Gemeinden Wesselburenerkoog im Westen und Norden, Norddeich im Osten und Hellschen-Heringsand-Unterschaar im Süden.

## Geschichte

### Ortsname und Entwicklung der Gemeinde
Der Ortsname „Hillgroven“ setzt sich zusammen aus Groven oder Groben, womit der Bewuchs auf dem Vorlande (altfriesisch: groien, englisch: to grow = wachsen; verwandt auch mit grün) gemeint sein dürfte. Die Bedeutung der Vorsilbe ist unklar, vermutlich lehnt sie sich an das Englische the hill (= Hügel) an, insbesondere, wenn man den Flurnamen „Twischen den Bargen“ in Betracht zieht. Natürliche Erhöhungen auf dem Vorlande (oder alte Wurten) mögen Anlass zu der Bezeichnung gegeben haben.
Im Jahre 1601 wurde Hillgroven eingedeicht. Im Jahre 1846 hat Hillgroven erstmals den Status einer eigenständigen Gemeinde erlangt. Vorher gehörte das Dorf zu Norddeich. Auf Grund einer Verordnung für die preußische Provinz Schleswig-Holstein vom 22. September 1867 ist Hillgroven in die Kirchspielslandgemeinde Wesselburen eingegliedert worden. Nach Auflösung der Kirchspielslandgemeinde Wesselburen am 1. April 1934 wurde Hillgroven wieder zu einer eigenständigen Landgemeinde.
Im Jahre 1908 ist Hillgroven an das Telefonnetz und etwa ab 1920 an das öffentliche Stromnetz angeschlossen worden. Im Jahre 1963 wurde in Hillgroven der Maschinenring gegründet. Etwa 1965 wurde die eigenständige Hillgrovener Feuerwehr aufgelöst. Im Jahre 1990 nahm im Dorf die erste Windkraftanlage ihren Betrieb auf.

### Einwohnerentwicklung
Im Jahre 1855 hatte Hillgroven 100 Einwohner, 1925 ist deren Anzahl auf 182 angewachsen.
Am 31. Dezember 2013 wurden nur noch 73 Einwohner gezählt.

## Politik
Am 23. Januar 1966 ist die Wählergemeinschaft Hillgroven (WGHi) gegründet worden und hat seither nach jeder Kommunalwahl alle sieben Sitze der Gemeindevertretung eingenommen. Nach Manfred Schlüter (ab 2013) ist 2018 Karl Henning Hinz zum Bürgermeister gewählt worden.

## Wirtschaft und Infrastruktur
Hillgroven ist ein landwirtschaftlich geprägtes Dorf. Kohl, Getreide und Gemüse werden angebaut. Es gibt eine Maschinengenossenschaft, eine Schäferei und ein Gebiet, das für Windenergienutzung ausgewiesen wurde. Die letzte Gastwirtschaft des Dorfes hat bereits 1940 ihren Betrieb eingestellt.

### Öffentliche Einrichtungen
Seit 1964 ist Hillgroven an die öffentliche Wasserversorgung angeschlossen. Davor erfolgte die Wasserversorgung durch Zisternen und Brunnen und durch einen Wasserwagen, der von Zeit zu Zeit kam. Auch die Brök hatte als Wasserreservoir gedient.
Im Jahre 1972 hat der Deich- und Hauptsielverband Dithmarschen das Sielbauwerk Hillgroven zur Entwässerung der Gemeindeflächen errichtet.

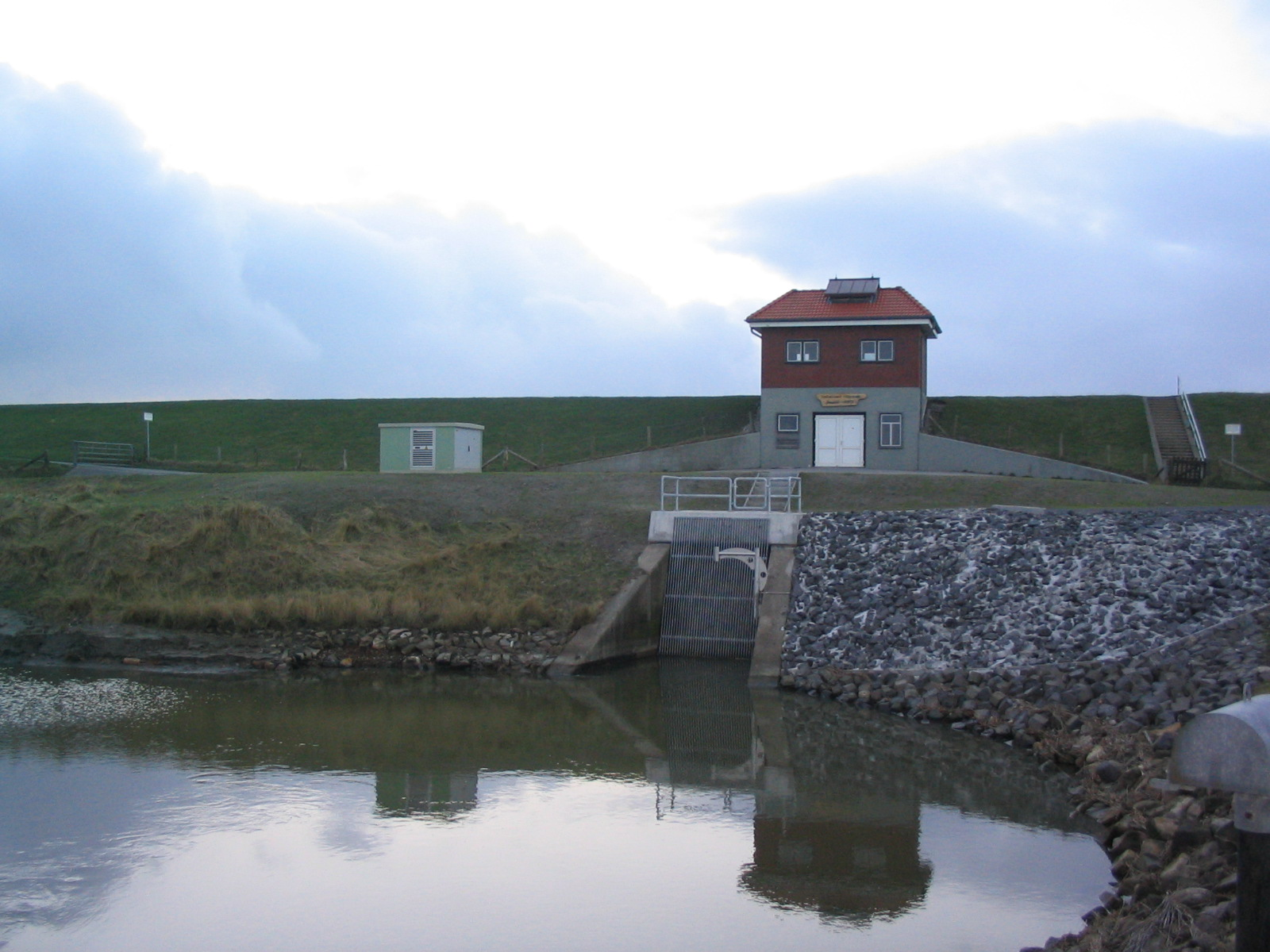
Sielbauwerk Hillgroven

### Bildung
Etwa 1800 wurde in Hillgroven eine erste – strohgedeckte – Schule gebaut. Vorher besuchten die Hillgrovener Kinder die Schule in Norddeich. 1851 wurde in Hillgroven eine neue – wiederum strohgedeckte – Schule gebaut. Diese brannte 1889 nieder. 1890 wurde ein neues Schulgebäude mit Schieferdach errichtet. Diese einklassige Schule wurde 1967 geschlossen. Seitdem besuchen die Hillgrovener Kinder die Schulen in Wesselburen, Heide und anderswo.

## Persönlichkeiten
- Oliver Geissen (* 1969), Fernsehmoderator, hatte bis 13. Dezember 2020 ein Ferienhaus in der Gemeinde[7]
- Manfred Schlüter (* 1953), Autor, Illustrator und freier Künstler, lebt seit 1978 im Ort.